# Вальєладо
Вальєладо (ісп. Vallelado) — муніципалітет в Іспанії, у складі автономної спільноти Кастилія-і-Леон, у провінції Сеговія. Населення — 795 осіб (2010).
Муніципалітет розташований на відстані близько 120 км на північний захід від Мадрида, 55 км на північний захід від Сеговії.

## Демографія
Динаміка населення (INE ):